# Filotjärnen
Filotjärnen är en sjö i Filipstads kommun, Värmland, som ingår i Göta älvs huvudavrinningsområde.